# Asparagus vaginellatus
Asparagus vaginellatus är en sparrisväxtart som beskrevs av Wenceslas Bojer och John Gilbert Baker. Asparagus vaginellatus ingår i släktet sparrisar, och familjen sparrisväxter.
Artens utbredningsområde är Madagaskar. Inga underarter finns listade i Catalogue of Life.